# Stelling van Stewart

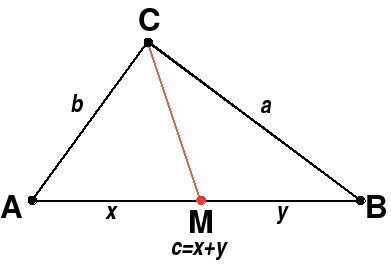
De formule van Stewart

De stelling van Stewart is een formule die gebruikt kan worden om de lengte van een hoektransversaal in een driehoek te berekenen. Hij werd in 1746 door de Schotse wiskundige Matthew Stewart opgesteld, en is naar hem vernoemd alhoewel Archimedes hem vermoedelijk al kende. De stelling is te zien als een uitbreiding van de Stelling van Apollonius.
De stelling is door de Nederlander Oene Bottema gegeneraliseerd voor een viervlak.

## De formule
Gegeven een driehoek ABC met de gebruikelijke a, b en c als lengtes van de zijden. Laat M een punt zijn op AB met
{\displaystyle d=CM}, {\displaystyle x=AM}, {\displaystyle y=MB} en dus {\displaystyle c=x+y.}
Dan luidt de formule van Stewart dat
{\displaystyle cd^{2}=xa^{2}+yb^{2}-cxy.}

### Bewijs
Men kan de formule afleiden met behulp van de cosinusregel. Nemen we {\displaystyle \phi =\angle CMB} dan geldt in de driehoeken PBC en PCA
- {\displaystyle a^{2}=d^{2}+y^{2}-2dy\cos \phi ,}
- {\displaystyle b^{2}=d^{2}+x^{2}+2dx\cos \phi .}

Door x maal de eerste vergelijking op te tellen bij y maal de tweede vergelijking krijgen we de formule van Stewart.

### Andere formulering
De stelling wordt vaak op een alternatieve manier geformulieerd, door {\displaystyle AM} uit te drukken als {\displaystyle p\,AB}. Dan geldt: 
{\displaystyle p\,BC^{2}+(1-p)\,AC^{2}=CM^{2}+AM\cdot BM},
of alternatief:
{\displaystyle p\,BC^{2}+(1-p)\,AC^{2}=CM^{2}+p(1-p)AB^{2}}.